# Салваторе Росини
Салваторе Росини (ит. Salvatore Rossini; Формија, 13. јул 1986) је италијански одбојкаш. Висок је 184 cm и игра на позицији либера у Пармаређо Модени. 

## Клупска каријера
Салваторе Росини је каријеру започео 2003. у "Б" тиму Латине. До 2011. је играо, у нижим лигама, за још пет тимова: Аверсу (2005 - 2006), ЦУС Катанију (2006 - 2007), Аргос Сору (2007 - 2009), Кортону (2009 - 2010) и Читу ди Кастело (2010 - 2011). 
Као двадесет петогодишњак је, 2011, играјући за Габеку, дебитовао у Серији А1. Годину дана касније се вратио у матични клуб (Андреоли Латина), чије боје је бранио све до 2014, када је прешао у Пармаређо Модену, екипу са којом је освојио први и, за сада, једини трофеј у каријери - Куп Италије 2014/15.

## Репрезентативна каријера
Прву утакмицу у репрезентативном дресу је одиграо 16. јуна 2012. године, у Лиону, против Француске (1:3), у оквиру Свјетске лиге. 
Стандардни је члан националног тима од 2013. године. Освојио је једну сребрну (Европско првенство 2013) и три бронзане медаље (Свјетска лига 2013. и 2014, те Велики куп шампиона 2013).
Проглашен је за најбољег либера завршног турнира Свјетске лиге 2014.